# Турналы
Турналы (баш. Торналы) — село в Салаватском районе Республики Башкортостан Российской Федерации. Административный центр Турналинского сельсовета.

## География

### Географическое положение
Находится на левом берегу реки Ай.
Расстояние до:
- районного центра (Малояз): 22 км,
- ближайшей ж/д станции (Мурсалимкино): 56 км.

## История
В 1965 г. Указом Президиума ВС РСФСР поселок центральной усадьбы совхоза «Лагерный» переименован в Новые Турналы.

## Население
| 2002 | 2009 | 2010 |
| ---- | ---- | ---- |
| 835  | ↗934 | ↘819 |

Национальный состав
Согласно переписи 2002 года, преобладающие национальности — башкиры (47 %), русские (35 %).

## Религия
В селе есть мечеть «Фарзана».

## Известные уроженцы
- Пепеляев, Пётр Кузьмич (14 июня 1920 — 6 октября 1955) — старший разведчик 178-го гвардейского артиллерийско-миномётного полка 5-й гвардейской кавалерийской дивизии 3-го гвардейского кавалерийского корпуса, гвардии сержант, полный кавалер ордена Славы[7][8].